# Korg OASYS

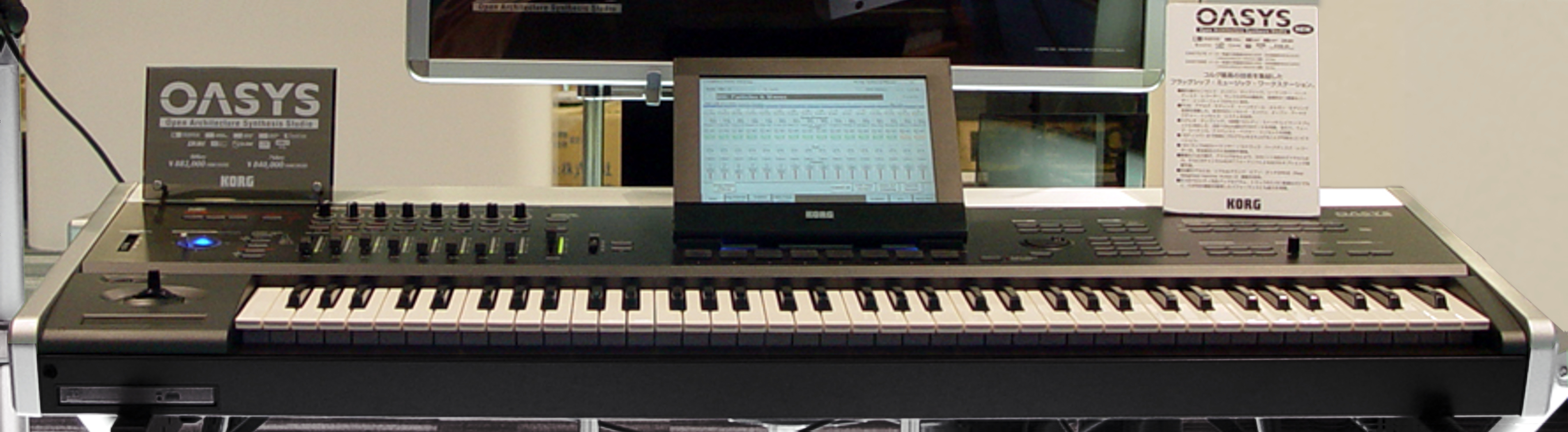
En Korg OASYS

Korg OASYS är en synthesizer som tillverkas av Korg Inc. och utgör efterföljaren till deras Tritonmodell. OASYS använder sig av ett operativsystem som baseras på Linuxkärnan och har datorhårdvara som till exempel en 2,8 GHz Intel Pentium 4, en 40 GB hårddisk, 10 GiB RAM och en 10,4" pekskärm. Det är, till skillnad från många andra syntar, en arbetsstation (engelska workstation), vilket innebär att enheten innehåller förutom en synthesizer även en sequencer, sampler och effektenhet. Namnet OASYS kommer från Open Architecture SYnthesis Studio.
Korg OASYS används av musiker såsom:
- Jordan Rudess
- Rick Wakeman
- Pete Townshend
- Keith Emerson
- Herbie Hancock